# Flying High (film 1931)
Flying High è un film del 1931 diretto da Charles Reisner.
È una commedia musicale a sfondo romantico statunitense con Bert Lahr, Charlotte Greenwood e Pat O'Brien. È basato sul musical teatrale del 1930  Flying High sceneggiato da George B. DeSylva e Lew Brown con le musiche di Ray Henderson e John McGowan.

## Produzione
Il film, diretto da Charles Reisner su una sceneggiatura dello stesso Reisner, di A.P. Younger e, per alcuni dialoghi addizionali, di Robert E. Hopkins sul soggetto di George B. DeSylva e Lew Brown, fu prodotto da George White per la Metro-Goldwyn-Mayer e girato nei Metro-Goldwyn-Mayer Studios a Culver City, California, da metà agosto a fine settembre 1931.

## Distribuzione
Il film fu distribuito negli Stati Uniti dal 14 novembre 1931 al cinema dalla Metro-Goldwyn-Mayer. È stato distribuito anche nel Regno Unito con il titolo Happy Landing. È stato distribuito anche con il titolo George White's Flying High.